# Super Mario 64 DS
Super Mario 64 DS (スーパーマリオ64DS, Sūpā Mario Rokujūyon Dī Esu) é um jogo de plataforma de 2004 desenvolvido e publicado pela Nintendo para o Nintendo DS. Foi o primeiro jogo lançado para a DS da franquia Mario. Super Mario 64 DS é um remake do jogo Super Mario 64 de 1996 para Nintendo 64, com novos gráficos, personagens, itens colecionáveis, um modo multijogador e vários minijogos extras. Tal como acontece com o original, o enredo centra-se em resgatar a Princesa Peach de Bowser. Ao contrário do original, Yoshi é o protagonista original, com Mario, Luigi e Wario como personagens desbloqueáveis.
A Nintendo revelou Super Mario 64 DS como uma demonstração multijogador na E3 2004, e lançou-o em novembro de 2004. O jogo recebeu críticas geralmente positivas dos críticos, que elogiaram seu modo para um jogador e as mudanças feitas no jogo original. No entanto, foi criticado por seu modo multijogador e falta de controles analógicos. O jogo é o décimo jogo mais vendido do Nintendo DS, com mais de 11,06 milhões de cópias vendidas até 2018. Super Mario 64 DS foi relançado no console virtual do Wii U em dezembro de 2015.

## Enredo
O jogo começa com Mario recebendo uma carta da Princesa Peach convidando-o a ir ao castelo dela para um bolo que ela fez para ele. Mario chega ao castelo de Peach, junto com Luigi e Wario. O trio desaparece quando eles entram no castelo, e Lakitu, o operador de câmera do jogo, informa Yoshi de seu desaparecimento. Yoshi explora o castelo de Peach para encontrar Mario, Luigi, Wario e Peach.
Espalhadas por todo o castelo estão pinturas e paredes secretas, que funcionam como portais para outros mundos onde Bowser e seus asseclas guardam as Power Stars. Depois de recuperar algumas das estrelas de poder e derrotar os asseclas de Bowser, Yoshi destranca portas que acessam outras áreas do castelo, onde encontra Mario e seus amigos capturados.
Yoshi derrota Goomboss e liberta Mario enquanto eles continuam procurando pelo castelo para encontrar mais Power Stars. Mario derrota King Boo e liberta Luigi, que usa um power-up de invisibilidade para derrotar Chief Chilly, e então liberta Wario usando a chave. Mario e seus amigos enfrentam três pistas de obstáculos, com cada uma delas resultando em uma batalha com Bowser. Após derrotá-lo a cada vez, eles recebem uma chave que abre mais níveis do castelo.
Depois de coletar 80 Power Stars, Mario e seus amigos chegam à área mais alta do castelo, onde ele segue uma batalha final contra Bowser. Eventualmente, após a derrota de Bowser, Mario e seus amigos retornam ao castelo de Peach, onde eles libertam Peach de um vitral acima da entrada. Como recompensa por salvar Peach, ela beija Mario no nariz e vai cozinhar o bolo que havia prometido. O jogo termina quando Mario, Luigi, Peach, Yoshi e Wario acenam para o jogador enquanto Lakitu filma e sai voando. Uma foto com o Bolo de Pêssego aparece.

## Jogabilidade

Acima: Yoshi depois de usar o item power flower para cuspir fogo.
Abaixo: mapa aéreo do nível "Cool, Cool Mountain" exibindo a localização do personagem e chapéus especiais.

Super Mario 64 DS é um jogo de plataforma 3D no qual o jogador controla quatro personagens diferentes através de vários níveis para coletar 150 Power Stars, 30 a mais que o jogo original. Cada personagem é essencial para completar totalmente o jogo. Cada nível é um mundo fechado no qual o jogador é livre para vagar em todas as direções e descobrir o ambiente sem limites de tempo. Os mundos são habitados por inimigos que atacam os personagens e também por criaturas amigáveis que fornecem assistência, oferecem informações ou pedem ajuda. O jogador reúne estrelas em cada curso; algumas estrelas só aparecem após a conclusão de certas tarefas, muitas vezes indicadas pelo nome do curso. Esses desafios incluem derrotar chefes, resolver quebra-cabeças, competir com um adversário e coletar moedas. Conforme o jogador coleta estrelas, mais áreas do castelo se tornam acessíveis.
Os power-ups em Super Mario 64 DS assumem a forma de chapéus especiais semelhantes aos usados por Mario, Luigi e Wario (todos dublados por Charles Martinet) e estão disponíveis em alguns níveis. Adquirir um desses chapéus mudará o personagem do jogador para o personagem correspondente. Os chapéus caem se o personagem for atingido, mas podem ser readquiridos. Yoshi (dublado por Kazumi Totaka) é capaz de começar um nível usando o chapéu de qualquer um dos outros personagens disponíveis. Outro item de inicialização, o "Flower Power", fornece a cada personagem com uma capacidade diferente: Mario é capaz de flutuar, semelhante ao Super Mario World item de balão Luigi torna-se intangível e transparente, semelhante ao chapéu invisível da versão Nintendo 64; Wario fica revestido de metal, o que o torna temporariamente invencível aos ataques inimigos e afunda na água, semelhante ao chapéu de metal da versão original; e Yoshi é capaz de cuspir fogo. Cada habilidade é necessária para completar áreas específicas do jogo. Outros itens incluem o "Cogumelo", que aumenta o tamanho e a força do personagem, e a Pena, que só Mario pode pegar e que lhe permite voar da mesma forma que no jogo original. No entanto, no Modo Versus, outros personagens podem obter asas; no caso de Yoshi, ele cria asas de seu corpo, como em Super Mario World.
O jogo usa as duas telas do sistema para oferecer novas opções. A tela superior exibe a jogabilidade normal, enquanto a tela sensível ao toque inferior pode funcionar como um mapa suspenso e controles de toque. O mapa suspenso exibe o curso atual que o jogador atravessa e exibe a localização dos itens. Os controles de toque incluem botões virtuais, que giram o ângulo da câmera da tela superior, e controles de caracteres direcionais, que podem operar com a caneta DS ou com o polegar do jogador usando a pulseira DS. Além da aventura para um jogador, o jogo inclui 36 minijogos e um modo multijogador. Os minijogos são acessíveis capturando coelhos no jogo principal. Todos os minijogos usam a tela sensível ao toque para jogar e são baseados em diferentes temas: corrida, jogos de cartas, quebra-cabeças e assim por diante. O modo multijogador usa o DS Download Play sem fio, onde até quatro jogadores competem entre si usando Green, Red, Blue e Yellow Yoshi (dublado por Kazumi Totaka) - chapéus de personagens aparecem no palco, permitindo que os jogadores se transformem em Mario ou Luigi ou Wario. Wario pode atordoar os oponentes pegando-os, girando-os e jogando-os.

## Desenvolvimento

Comparação dos gráficos de Super Mario 64 DS (à esquerda) com os da versão original do Nintendo 64.

Super Mario 64 DS foi desenvolvido pela Nintendo Entertainment Analysis and Development e publicado pela Nintendo para o Nintendo DS. É um remake do jogo de lançamento do Nintendo 64 Super Mario 64, com o motor 3D do jogo espelhando muitos efeitos visuais usados no jogo original. Mudanças gráficas incluem a falta de filtragem de textura e versões atualizadas dos modelos de personagens que representavam seus designs atualizados.

## Lançamento e promoção
Originalmente intitulado "Super Mario 64 ×4", o jogo foi mostrado pela primeira vez como uma demonstração multiplayer na E3 de 2004 antes do lançamento do Nintendo DS. Alguns meses depois, a Nintendo anunciou que um jogo real - junto com muitos outros - estava em desenvolvimento. Na conferência do Nintendo DS em 7 de outubro de 2004, o jogo estava em demonstração novamente e novas informações foram reveladas; o nome foi alterado para Super Mario 64 DS e quatro personagens diferentes (Mario, Luigi, Yoshi e Wario) seriam usados na aventura principal para um jogador. A demonstração era uma versão mais completa do jogo do que a versão E3 - o desenvolvimento do jogo estava 90% completo neste momento - e destacou os vários personagens no modo single-player e incluiu minijogos; o modo multiplayer, no entanto, não estava presente.
Antes da conferência, o aparecimento da arte da caixa na página do produto da GameStop causou especulações de que o jogo seria um jogo de lançamento. A Nintendo confirmou o boato ao anunciar na conferência que o jogo seria um jogo de lançamento do Nintendo DS na América do Norte e Japão. Conforme o lançamento do jogo se aproximava, a programação de lançamento dos jogos de lançamento foi alterada; muitos jogos foram atrasados, enquanto outros foram anunciados para serem lançados alguns dias antes do Nintendo DS. Super Mario 64 DS foi o único jogo programado para ser lançado com o sistema.
Super Mario 64 DS foi lançado pela primeira vez na América do Norte para o Nintendo DS em 21 de novembro de 2004 como um jogo de lançamento para o sistema. Em 5 de junho de 2011, o jogo foi reembalado em uma caixa vermelha (junto com New Super Mario Bros., Mario Kart DS, Mario Party DS, Mario & Luigi: Bowser's Inside Story e Mario vs. Donkey Kong: Mini-Land Mayhem!) em conjunto com uma queda de preço de 99 dólares para o DS. Super Mario 64 DS foi mais tarde relançado no Japão para o Wii U como parte da linha de jogos do Virtual Console em 6 de janeiro de 2016, e mais tarde foi lançado na América do Norte em agosto daquele ano.

## Recepção

### Vendas
Após seu lançamento no Japão, o jogo vendeu 241.000 cópias em 19 de dezembro de 2004, e foi o quinto jogo mais vendido na parada semanal de vendas daquela semana. As vendas continuaram a aumentar e Super Mario 64 DS vendeu 639.000 unidades em 20 de fevereiro de 2005. O jogo apareceu com frequência nas paradas de vendas da Amazon.com, sendo que na primeira semana de junho de 2006, ele foi listado como o sexto jogo mais vendido do Nintendo DS, e subiu para o número três na última semana do mês. O jogo apareceu novamente perto do final de julho de 2006 como o oitavo jogo mais vendido. No início de 2008, as paradas da Amazon.com listavam o jogo como o sétimo jogo Nintendo DS mais vendido nos Estados Unidos. Nos Estados Unidos, vendeu 1,4 milhão de cópias e arrecadou 42 milhões de dólares em agosto de 2006. Durante o período entre janeiro de 2000 e agosto de 2006, foi o sétimo jogo mais vendido para o Nintendo DS. Em novembro de 2006, o jogo vendeu mais de um milhão de unidades na Europa e, no final de 2007, mais de dois milhões de cópias nos Estados Unidos. Em 31 de maio de 2011, o jogo tinha vendido 4,34 milhões de cópias nos Estados Unidos, e em outubro de 2012 a Nintendo relatou que o jogo ultrapassou as vendas de 5 milhões de unidades. Em 31 de março de 2018, Super Mario 64 DS vendeu 11,06 milhões de cópias em todo o mundo.

### Críticas
Após o seu lançamento, IGN rotulou-o como uma "Escolha do Editor" e concedeu-lhe o "Jogo do Mês" para o Nintendo DS, citando o jogo como uma "grande conquista" da capacidade do sistema. Em 2005, o jogo ganhou o Golden Joystick Award de melhor jogo portátil do ano. Antes do lançamento do jogo, Craig Harris da IGN revisou a demonstração inicial. Ele comentou sobre a recriação precisa dos gráficos originais e afirmou que a pequena tela do Nintendo DS ajuda a esconder qualquer falha visual. Harris criticou os controles do jogo, chamando-os de um pouco "lentos" e "desajeitados". Embora elogiasse os gráficos e as novas adições de jogabilidade, Harris expressou desapontamento com o lançamento de Mario para o novo sistema de um remake em vez de um jogo completo. Anoop Gantayat, da IGN, antecipou que o jogo seria um grande sucesso entre os entusiastas de jogos eletrônicos americanos. No Japão, a Famitsu classificou Super Mario 64 DS como o 29º jogo mais procurado.
Phil Theobald da GameSpy elogiou Super Mario 64 DS, chamando-o de "fantástico" e elogiando os novos recursos: minijogos, uso de uma segunda tela e estrelas extras. Ele também comentou que a jogabilidade do jogo original se mantém dez anos após seu lançamento original. Harris disse que a sensação original de Super Mario 64 foi mantida, enquanto os novos desafios e recursos se baseavam em uma forma que aumentava a longevidade do jogo. Ele elogiou os gráficos e o áudio e considerou o jogo uma boa demonstração das capacidades do Nintendo DS. Jeff Gerstmann da GameSpot também elogiou os gráficos, especificamente a contagem de polígonos mais alta e a taxa de quadros suave. Ele chamou Super Mario 64 DS de "uma grande atualização de um jogo clássico" e sentiu que as mudanças e recursos adicionais ofereciam uma nova experiência aos fãs do original. Em contraste, Jeremy Parish, da 1UP.com, sentiu que o jogo não oferecia conteúdo novo suficiente para justificar a compra. Ele elogiou a inclusão de personagens extras, chamando-os de "bela reviravolta", mas concluiu sua análise chamando o jogo de uma "versão mal concebida" que deveria ser jogada no sistema original.
Theobald sentiu que a falta de um stick analógico tornava os controles mais difíceis do que no jogo original e exigia um curto período de ajuste. Ele afirmou ainda que o teclado digital e o controle analógico virtual da tela sensível ao toque eram "complicados" e exigiam prática. Harris repetiu comentários semelhantes e observou que a tela sensível ao toque não fornece feedback físico como um stick analógico. Ele acrescentou que o jogo nunca foi feito para ser jogado sem os controles analógicos adequados. Gerstmann referiu-se ao modo multijogador como "monótono" e considerou-o sem longevidade, mas comentou que foi um bom extra que demonstrou as capacidades multijogador sem fios do sistema. Theobald concordou que era uma boa adição, mas considerou uma "diversão" da qual os jogadores se cansariam rapidamente.